# 15963 Koeberl
15963 Koeberl là một tiểu hành tinh vành đai chính với chu kỳ quỹ đạo là 1600.6681545 ngày (4.38 năm).
Nó được phát hiện ngày 6 tháng 2 năm 1998 và was đặt tên theo Christian Koeberl.